# Efecto placebo
El efecto placebo (del latín placēbō, complaceré) es un término médico referido al impacto positivo sobre la salud que produce la administración de una sustancia con nula acción farmacológica denominada placebo, sugestionando al paciente respecto a su eficacia terapéutica con el objeto de lograr una evolución en el pronóstico. Los mecanismos neurofisiológicos implicados en este potencial son desconocidos, no obstante, sugieren estar influenciados por la fe y la convicción del afectado respecto a su patología.
En investigación médica, el efecto placebo aparece en diferentes situaciones y depende del grado de sugestión. Los más comunes incluyen pastillas de azúcar, infusiones, cirugías o cualquier otro procedimiento en el que se da información falsa al paciente. Los efectos positivos del placebo desaparecen cuando se informa a los tratantes sobre la veracidad del experimento. Su eficacia incluso responde aplicado a los métodos de la medicina no convencional, en que los pacientes se curan solo si creen en ello.
La explicación neurocientífica postulada para este fenómeno sería la estimulación (no por parte de la sustancia placebo, de lo contrario no entraría en la definición) de los cortex prefrontal, orbitofrontal y cingulado anterior, así como el núcleo accumbens, la amígdala, la sustancia gris periacueductal y la médula espinal, implicados en el desarrollo cognitivo y emocional que influyen en la percepción de la salud, como se ha comprobado en estudios de resonancia magnética funcional.
Hay gran variabilidad en la presentación de este mecanismo y la aparición del mismo parece estar determinado por factores del individuo, de la sustancia (incluida su forma de administración) y del medio en el que se realiza el tratamiento. Sin embargo, la cuantificación de este fenómeno es muy útil para determinar la utilidad y seguridad de fármacos y otras sustancias en la terapéutica.

## Uso actual del placebo
El uso más importante de los placebos dentro de la práctica clínica actual es el de los ensayos clínicos controlados. En las investigaciones de laboratorio y en la fase de ensayos clínicos con fármacos la población en la que se prueba el efecto del fármaco se divide en dos grupos seleccionados aleatoriamente (muestra), de modo que uno de ellos recibe la medicación (este grupo es llamado grupo experimental) y otro recibe una sustancia inerte o placebo (este grupo recibe el nombre de grupo control). Si el fármaco es efectivo, los resultados correspondientes al grupo experimental muestran diferencias estadísticamente significativas respecto de los resultados obtenidos en el grupo control.
Los pacientes que se incluyen en los ensayos clínicos controlados reciben mucho más que una sustancia farmacológicamente inerte. Muchas veces estos enfermos presentan una evolución mejor que el resto de pacientes no incluidos en el ensayo y a veces tan buena o mejor que los pacientes incluidos en el brazo experimental. El medio sanitario en el que están envueltos es curativo por:
1. La consulta médica y el hospital, porque hay «más controles».
2. La explicación detallada de la enfermedad, del tratamiento, del pronóstico y del ensayo clínico favorecen el conocimiento de la situación por parte del enfermo, su asimilación y colaboración.
3. La exploración física, porque el tacto humano es terapéutico.
4. Las exploraciones complementarias porque la sofisticación tecnológica sorprende a los pacientes creyendo que todos esos aparatos «lo ven por dentro», alcanzando un diagnóstico certero.
5. Tomar algo, ya que el tratamiento de la medicina es concebida por la población desde la mitad del siglo XX como que hay que tomar un medicamento.

El placebo significa también en la psicología la mejora de un paciente con déficit mental.
Es la incapacidad para asumir sus defectos físicos.[cita requerida]

## Historia de los placebos
La palabra placebo es la primera persona de singular del futuro de indicativo del verbo latino placēre, que significa ‘complacer’. La palabra placebo se encuentra en latín en la biblia Vulgata, en el Salmo 114, y en el 116 (acción de gracias por haber sido liberado de la muerte) de la biblia en español. Esta palabra se usaba en la Edad Media para designar los lamentos que proferían las plañideras profesionales en ocasión del funeral de alguna persona. El término efecto placebo debe su significado moderno al contexto médico del siglo XVIII. En un diccionario médico de la época, el término fue definido como medicamento común y, en una edición posterior, como algo que simula ser un medicamento.
La historia de la medicina presenta muchos ejemplos que reflejan que la historia del tratamiento médico es la historia del efecto placebo.
Los fármacos en la historia de la medicina fueron 1) erráticamente descritos, 2) usados de forma no coherente, 3) inapropiadamente prescritos, 4) normalmente combinados con otras sustancias más complicadas, y 5) probablemente difíciles de conservar.
- China: El emperador Huang Ti menciona casi 2000 fármacos y 16 000 prescripciones que fueron usados casi 2500 años sin mayores cambios.
- Sumerios-Asirios-Babilónicos: Registraron 265 remedios.
- El papiro de Ebers nombra 842 prescripciones y más de 700 fármacos.
- India antigua: Fueron usados casi 600 fármacos.
- El Corpus Hipocrático: Menciona de 195 a 400 fármacos.
- La farmacopea de Galeno: Dominó el régimen terapéutico durante 1500 años y desapareció cuando nació la medicina científica o convencional a principios del siglo XIX. Entonces existían 820 remedios placebo.
- Esta cantidad de antiguos remedios totalizan 4785 fármacos y casi 17 000 prescripciones registradas. Es probable que casi todos ellos fuesen placebos.
- La farmacopea inglesa del siglo XVII publicaba una gran cantidad de preparados que contenían diversos elementos orgánicos e inorgánicos que se reemplazaban entre sí.
- Los cura-todo fueron abundantemente usados por varios siglos, utilizando el veneno de serpientes venenosas como uno de los principales sustratos, opio, diversas raíces, secreciones, excrementos, etc.
- Estos componentes nocivos y extraños mantuvieron al médico en un lugar de privilegio y respeto debido a que él era el agente terapéutico.
- A pesar de que algunas sustancias pudieran tener efectos terapéuticos. Es importante pensar la forma en que en la antigüedad se pudieron aislar principios activos de algunos componentes terapéuticos, separar de sus componentes de origen, preparar y almacenar.
- Ma Huang cita 2000 fármacos de las cuales la efedrina es la única con principio activo conocido y en 1920 se logró sintetizar con ciertas limitaciones. Pero la efedrina solo era efectiva para la tos y en nuestros días se sabe que solo es efectiva para la tos del asma bronquial.

## Efecto fisiológico del placebo
Un estudio realizado por el Sistema de Salud de la Universidad de Míchigan explica los fuertes efectos fisiológicos que presentan algunos pacientes al uso de placebos.
En este estudio, el grupo de neurología de esta universidad ha localizado un área del cerebro que se activa cuando el paciente cree que está tomando un medicamento.
Se usaron dos tipos de escáneres diferentes en personas totalmente sanas:
- Se realizaron Tomografías por Emisión de Positrones (PET) a 14 voluntarios.
- Resonancia Magnética Funcional fMRI: Se sometieron los 14 anteriores, 16 voluntarios más y 18 personas a las que no se les sometió a PET pero que a las se les sometió a las mismas pruebas que a los demás dos veces.

Los resultados se combinaron. Al grupo de personas completo, se les iba administrando una inyección dolorosa, se registraba la actividad del dolor y luego se les administraba el placebo. A los grupos de 14 y 16 personas se les advirtió que si conseguían describir los efectos de dicho 'analgésico', recibirían una recompensa de 5 dólares. Al grupo de 18 personas se les informó la verdad de lo que se les iba a administrar.
La investigación reveló que en los pacientes más receptivos al uso de placebos se activaba la producción de dopamina, un tipo de neurotransmisor responsable de múltiples actividades fisiológicas como la creación de los sentimientos placenteros.
Por el contrario, en los pacientes a los que se les advirtió de la verdad, no había reacción e incluso alguno podía llegar a experimentar el efecto nocebo.

## Personas susceptibles al efecto placebo

### A quién afecta
Los placebos no funcionan en todo el mundo. En 1955, Henry K. Beecher publicó un artículo en el que demuestra que el efecto placebo solo tiene lugar en el 35 % de las personas. Pero realmente el rango puede variar desde el 0 % hasta el 100 %. Depende del tipo de placebo administrado y de la condición médica que se pretende tratar. No todo el mundo responde al efecto placebo, del mismo modo que no todo el mundo responde del mismo modo a las drogas.
El efecto placebo también puede afectar al cuidador y a la percepción de este en la evolución de la enfermedad del paciente. Es lo que se conoce en medicina como efecto placebo por poderes (placebo by proxy, en inglés). El placebo por poderes se da, sobre todo, cuando los pacientes son niños o animales.

## Factores explicativos

### Asociados al paciente
En 1950 se estudió qué rasgos de personalidad hacen a una persona más proclive a sentir el efecto placebo. Estos resultados no han podido ser nunca replicados y por tanto hoy en día se considera que la personalidad no afecta al efecto placebo.
El deseo por superar el dolor, la motivación, y la cantidad de dolor que espera reducir el paciente sí afecta al efecto placebo. Otro factor que potencia el efecto placebo es el grado en que la persona presta atención a sus síntomas corporales, de forma que aquellas personas más centradas en sus síntomas son más susceptibles al placebo.
Las personas afectadas de Alzheimer no experimentan efecto placebo debido a la pérdida de sustancia gris en el córtex prefrontal, lo que conlleva a una pérdida de la capacidad de tener expectativas.
Los niños son más proclives a experimentar efecto placebo que los adultos.

#### Genes
El trastorno de ansiedad social se ha vinculado con la expresión del gen triptofano-hidroxilasa-2 (enzima que sintetiza el neurotransmisor serotonina), y se asocia a una reducción en el tamaño de la amígdala, y por tanto, a una susceptibilidad mayor al efecto placebo.
En 2012 varios estudios centrados en el gen COMT (catecolamina-transferasa) relacionado con el neurotransmisor dopamina, se ha visto asociado en pacientes con síndrome del intestino irritable. Los sujetos con el alelo de metiomina duplicado son más propensos al efecto placebo.

### Asociados al tratamiento
Diversos estudios han concluido que el efecto placebo aumenta con la autoridad percibida del médico responsable del tratamiento, la complicación de los procedimientos y dispositivos médicos empleados y el coste de la intervención.

## Implicaciones para la investigación

### Estudios de doble ciego con control placebo
El efecto placebo dificulta la investigación de nuevos fármacos, debido a que si no se controla el efecto placebo no se puede diferenciar si un nuevo fármaco está actuando debido a la efectividad de la sustancia activa, o está dando resultados positivos por mero efecto placebo. De ahí nace la necesidad científica de diferenciar entre la eficacia real y el efecto placebo.
Para controlar el efecto placebo en los ensayos clínicos, se toma a un grupo de sujetos a los cuales se les administrará un placebo con la misma presentación que el medicamento real, pero sin efectos (por ejemplo, pastillas de azúcar). Al comparar los resultados, el fármaco que se pone a prueba debe superar significativamente al efecto placebo. Los ensayos clínicos deben ser de doble ciego: esto significa que los participantes no deben saber si están recibiendo el fármaco real o el placebo, y el administrador del fármaco no debe saber si está dando al participante un fármaco real o el placebo.
Este control genera controversias éticas, dado que para realizar la investigación será necesario administrar un placebo a una persona que podría necesitar un tratamiento efectivo. Pero las condiciones en las que se encuentra la investigación hace que sea necesaria esta situación, por lo que todos los participantes del estudio deben firmar un consentimiento en el que se les informa que parte de la investigación consiste en que podrían estar recibiendo un placebo. La ética de los estudios con control de placebo ha sido ampliamente discutido en el comité de Helsinki.

### Nocebo
El efecto nocebo (del latín nocebo, «dañaré») es el efecto opuesto al placebo. Los pacientes que esperan efectos negativos del tratamiento pueden experimentar por esa expectativa los síntomas aunque no haya causa material para ellos. Por ejemplo, a los participantes en un estudio a los que se les administra un placebo se les informa de que van a experimentar una lista de efectos secundarios negativos; desarrollan entonces una actitud negativa hacia el tratamiento que les lleva a experimentar esos síntomas que esperan.

### Ingredientes del placebo
Los placebos confeccionados para los ensayos clínicos deben ser completamente inertes, sin ningún efecto. Comúnmente se utilizan recetas de agua con azúcar, y en otras ocasiones se utiliza lactosa, lo cual es conveniente controlar en caso de personas con intolerancia a la lactosa, dado que dicha pastilla dejaría de ser un placebo al tener consecuencias reales sobre la persona.

## Controversias con los placebos
- Si el médico le dice al paciente que el placebo que le prescribe es un fármaco farmacológicamente activo entra en una situación no ética por falsedad de la información y a la larga será poco eficaz.
- El 30 % de los norteamericanos usan terapias alternativas.[cita requerida] Se cree que una gran parte de la medicina alternativa está basada en el efecto placebo.
- Si la enfermedad mejora con el placebo, puede significar o bien que el problema o la enfermedad se origina por la mente, o bien que el organismo se recupera espontáneamente.
- Si un placebo tiene mucha efectividad, impugna el valor de los medicamentos que más se utilizan en la práctica médica diaria.
- En el caso del dolor crónico, la sensibilidad y sensibilización experimentada por el paciente pueden limitar el resultado de los tratamientos, mientras que el efecto placebo podría contrarrestar dicho fracaso de forma sensorial.[30]